# Saint-Aulaire
Saint-Aulaire är en kommun i departementet Corrèze i regionen Nouvelle-Aquitaine i de centrala delarna av Frankrike. Kommunen ligger  i kantonen Ayen som tillhör arrondissementet Brive-la-Gaillarde. År 2022 hade Saint-Aulaire 769 invånare.

## Befolkningsutveckling
Antalet invånare i kommunen Saint-Aulaire
Referens:INSEE